# Восточные арабские цифры

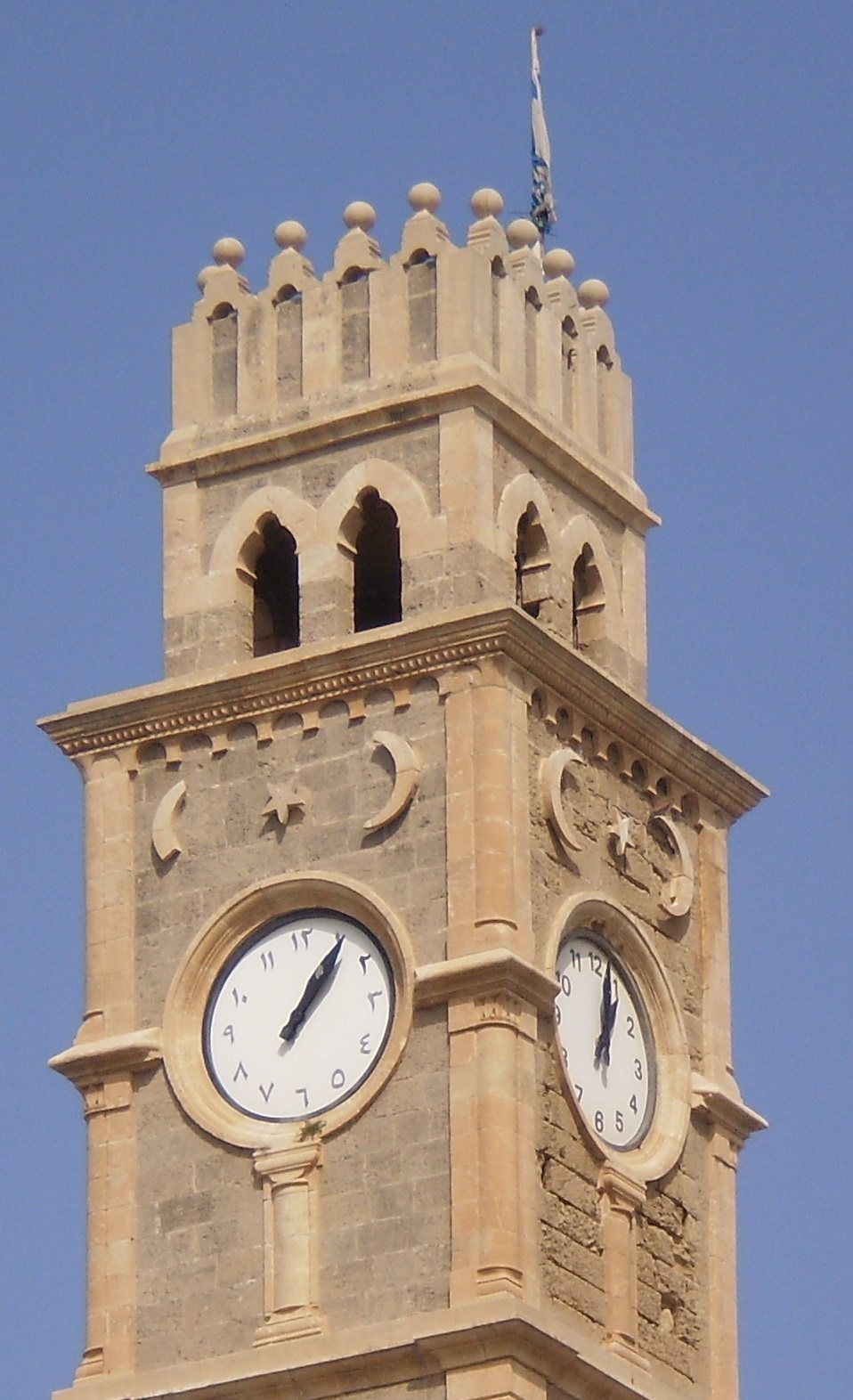
Восточно-арабские цифры на циферблате часов на караван-сарае. Акко, Израиль

Восточные арабские цифры, также называемые арабо-индийскими цифрами — символы, используемые для записи чисел в сочетании с арабским алфавитом в странах Машрика (восток арабского мира). Арабы называют их «ар-кам хиндия» (أَرْقَام هِنْدِيَّة) — «индийские цифры».

## Происхождение
Система счисления происходит от древней индийской системы счисления, которая была повторно представлена в книге «О вычислениях с помощью индуистских цифр», написанной математиком Золотого века ислама Аль-Хорезми около 820 года. Оригинал книги не сохранился, но в дальнейшем она была переведена на латынь, а с неё — на многие другие европейские языки. Восточно-арабская форма цифр использовалась, в том числе и в Византии.

## Цифры

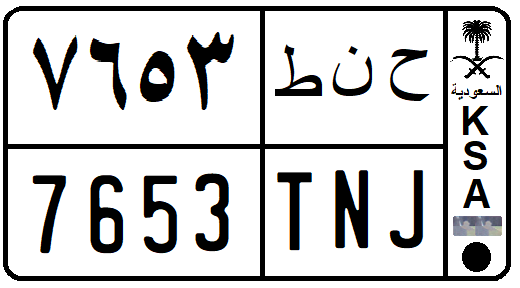
На автомобильных номерах Саудовской Аравии присутствуют как восточно-арабские (верхний ряд слева), так и привычные нам цифры

Ещё Аль-Хорезми в своей книге писал, что разные цифры (особенно 5, 6, 7 и 8) пишутся у разных народов по-разному, но это не причина отказаться от использования позиционных цифр.
| Западные арабские  | 0 | 1 | 2 | 3 | 4 | 5 | 6 | 7 | 8 | 9 | 10 |
| Восточные арабские | ٠ | ١ | ٢ | ٣ | ٤ | ٥ | ٦ | ٧ | ٨ | ٩ | ١٠ |
| Персидские цифры   | ۰ | ۱ | ۲ | ۳ | ۴ | ۵ | ۶ | ۷ | ۸ | ۹ | ۱۰ |
| Урду               | ۰ | ۱ | ۲ | ۳ | ۴ | ۵ | ۶ | ۷ | ۸ | ۹ | ۱۰ |
| Цифры абджад       |   | ا | ب | ج | د | ه | و | ز | ح | ط | ي  |

1. ↑  от U+0660 до U+0669
2. ↑  от U+06F0 до U+06F9. Цифры 4, 5 и 6 отличаются от восточно-арабских.
3. ↑  Те же символы Юникода, что и персидские цифры, но установлен язык урду. Цифры 4, 6 и 7 отличаются от персидских. На некоторых устройствах эта строка может быть идентичной персидской.

В арабском языке в отличие от слов, которые пишутся справа налево, числа записываются слева направо. Это подтверждает иностранное (индийское) происхождение восточно-арабских цифр, так как индийцы пишут слева направо.
Знаки «плюс» и «минус» пишутся справа от величин, например  −٣ ‎ (−3).
Обыкновенные дроби записываются с числителем и знаменателем слева и справа от косой черты дроби соответственно, например  ٢/٧ ‎ (2/7).
Символ ٫ используется в качестве десятичного разделителя, как в  ٣٫١٤١٥٩٢٦٥٣٥٨ ‎ (3,14159265358).
Символ ٬ может использоваться как разделитель разрядов, например  ١٬٠٠٠٬٠٠٠٬٠٠٠ ‎ (1 000 000 000).
Все персидские цифры имеют отдельные кодовые позиции в Юникоде, даже если они выглядят идентично восточно-арабским. Однако варианты, используемые в урду, синдхи и других языках Южной Азии, не кодируются отдельно от персидских вариантов.

## Современное использование
Восточные арабские цифры остаются сильно преобладающими по сравнению с западными арабскими цифрами во многих странах к востоку от арабского мира, особенно в Иране и Афганистане.
В арабоязычных странах Азии, а также в Египте и Судане оба вида цифр используются параллельно, а западные арабские цифры получают всё большее распространение, теперь даже в очень традиционных странах, таких как Саудовская Аравия. В Объединённых Арабских Эмиратах используются как восточные, так и западные арабские цифры.
В Пакистане западные арабские цифры более широко используются в цифровой форме. Восточные цифры по-прежнему используются в публикациях и газетах на урду, а также на вывесках.
В Северной Африке (за исключением Египта и Судана) сейчас обычно используются только западные арабские цифры. В Средневековье в этих областях использовался несколько иной набор (от которого, через Италию, произошли западные арабские цифры).